# King of Pain
King of Pain is een nummer van de Britse rockband The Police uit 1983. Het is de vierde en laatste single vierde en laatste studioalbum Synchronicity.
"King of Pain" gaat over de pijn die Sting voelde nadat hij scheidde van zijn vrouw. Het nummer werd in een aantal landen een hit(je). In het Verenigd Koninkrijk bereikte het een bescheiden 17e positie. Hoewel het nummer in Nederland geen hitlijsten behaalde, werd het in Vlaanderen wel een hit met een 19e positie in de Radio 2 Top 30.